# Janusz Tracewski

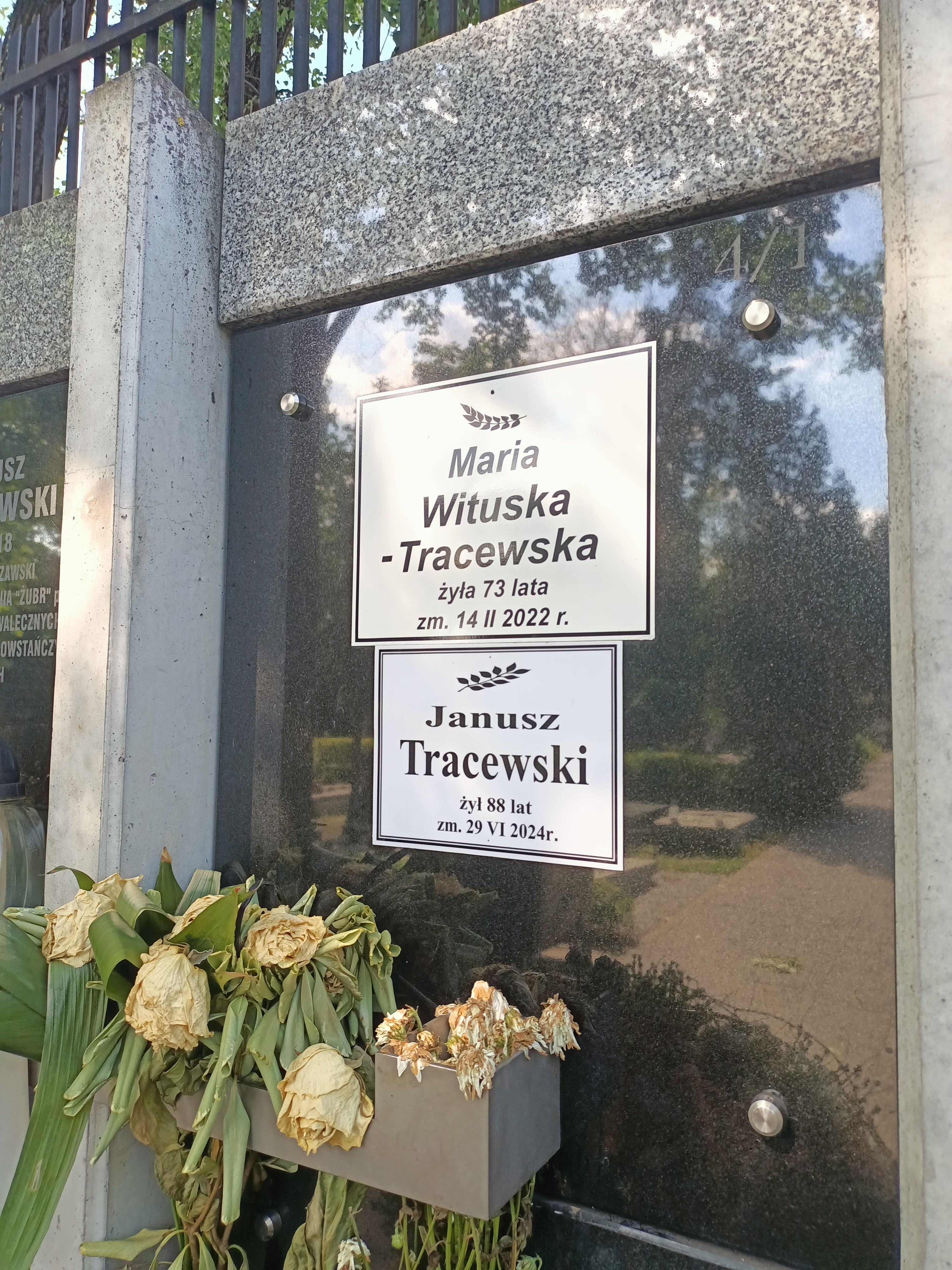
Grób Janusza Tracewskiego na Cmentarzu Wojskowym na Powązkach

Janusz Tracewski (ur. 27 czerwca 1936 w Adampolu koło Nowogródka, zm. 29 czerwca 2024) – polski trener zapasów.
Urodził się w Adampolu koło Nowogródka. Po wojnie wraz z rodziną zamieszkał w Miliczu. Ukończył Technikum Mechaniczne w Wołowie. Tam zaczął trenować zapasy. W 1956 podjął studia na AWF w Warszawie.
Startował w klubie AZS-AWF Warszawa. Był mistrzem Polski w stylu wolnym w wadze do 79 kg w 1959 oraz wicemistrzem w stylu wolnym w wadze do 73 kg w 1958 i w stylu klasycznym w wadze do 73 kg w 1961.
Ukończył AWF w 1960. Potem pracował jako nauczyciel w Technikum Przemysłu Spożywczego w Warszawie. Od 1963 do 1969 był trenerem zapasów w Gwardii Warszawa.
Od 1969 do 1980 prowadził kadrę narodową zapasów w stylu klasycznym. Był to okres wielkich sukcesów polskich zapaśników, którzy zdobywali medale na igrzyskach olimpijskich, mistrzostwach świata i mistrzostwach Europy. Następnie był kierownikiem wyszkolenia w Polskim Związku Zapaśniczym, a w latach 1988-1991 dyrektorem Departamentu Sportu Komitetu do Spraw Młodzieży i Kultury Fizycznej.
Autor publikacji Zapasy. W drodze do mistrzostwa (1976) i innych.
Odznaczony Orderem Odrodzenia Polski: Krzyżem Kawalerskim (1972), Krzyżem oficerskim (1976) i Krzyżem Komandorskim (1988).
W grudniu 2017 znalazł się wśród pierwszych uhonorowanych miejscem w Galerii Sławy Polskich Zapasów.